# Izvoarele (Giurgiu)
Pour les articles homonymes, voir Izvoarele.
Izvoarele est une commune du județ de Giurgiu en Roumanie.